# Consolidated Intelligence Center

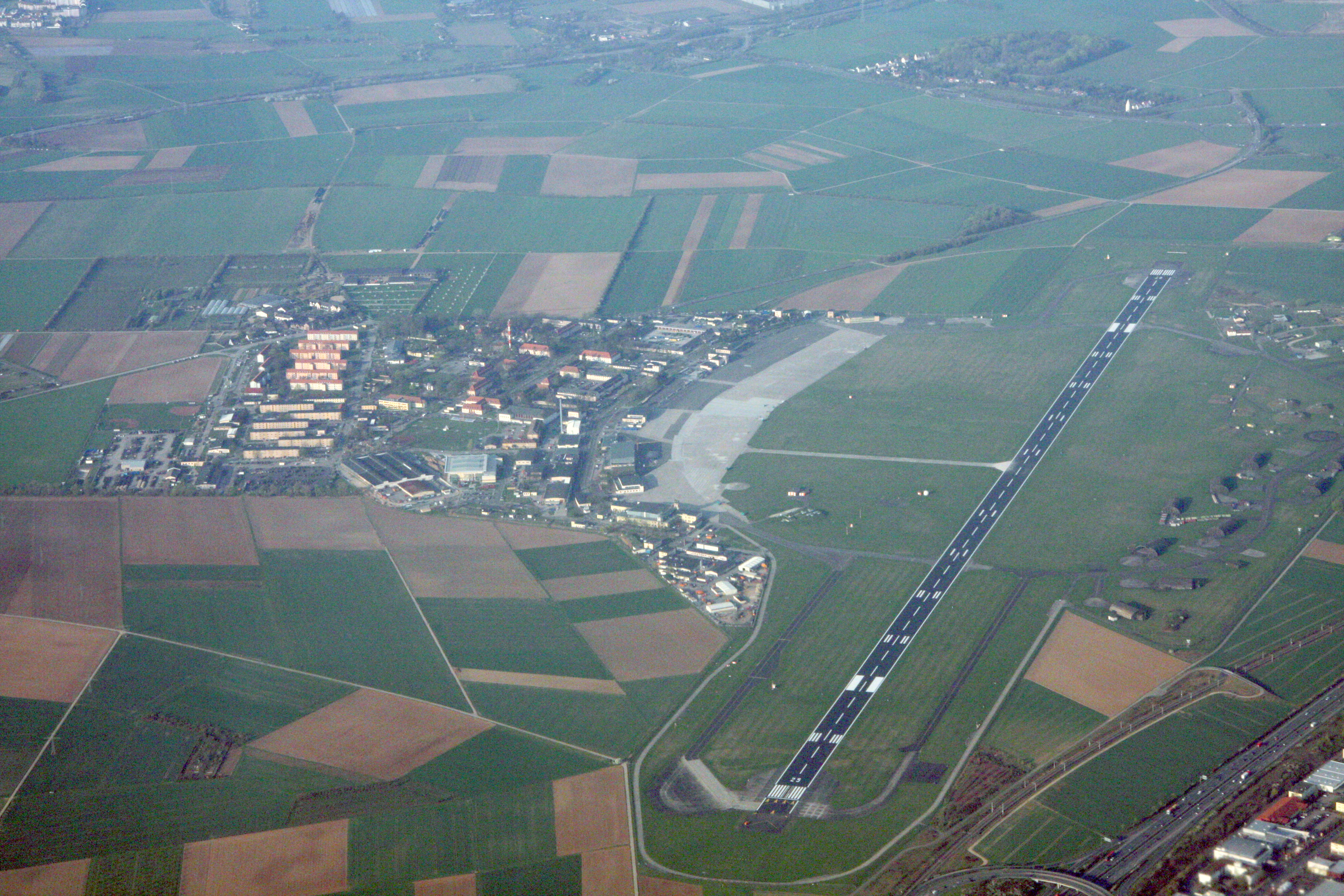
Wiesbaden Army Airfield mit Lucius D. Clay-Kaserne, 2009

Das Consolidated Intelligence Center (CIC, deutsch: Vereinigtes Nachrichtendienstliches Zentrum) in Wiesbaden ist eine nachrichtendienstliche Einrichtung der US Army Europe, auf dem Gelände der Lucius D. Clay-Kaserne in Wiesbaden-Erbenheim, ehemals Wiesbaden Army Airfield, etwa acht Kilometer südöstlich der Wiesbadener Innenstadt. Der Zweck der Einrichtung ist nach Angaben der US-Army die Unterstützung der US-Streitkräfte mit taktischer Kriegsschauplatzunterstützung und strategischen nachrichtendienstlichen Funktionen. Damit wird auch angedeutet, dass an diesem Ort Datenfusion erfolgen wird.
Auf dem Gelände ist die 66th Military Intelligence Brigade stationiert.

## Bau
Die US-Streitkräfte kündigten 2012 den Bau eines nachrichtendienstlichen Zentrums (Consolidated Intelligence Center) für 91 Millionen US-Dollar und eines Informationsverarbeitungszentrums (Information Processing Center bzw. Grey Center) für 30,4 Millionen US-Dollar an.
Die beteiligten Bauunternehmen müssen sicherheitsüberprüft sein, die Baumaterialien werden aus den USA importiert und auf dem Weg nach Deutschland überwacht.
Das Center soll eine Sensitive Compartmented Information Facility (SCIF) für Informationen mit unterschiedlichen Geheimhaltungsgraden enthalten. Die Kosten hierfür belaufen sich auf 33,8 Millionen US-Dollar.
Bob Close, Sprecher Public Affairs des Hauptquartiers, bestätigte, dass der Bau Ende 2015 fertiggestellt sein soll.
Auch das Personal des Dagger-Komplexes in Griesheim soll hierhin verlegt werden. Dazu gehören etwa 1100 „Intelligence Professionals“ (nachrichtendienstliche Mitarbeiter) und „Special Security Officers“ (Sicherheitsbeamte).
Im Zusammenhang mit der von Edward Snowden angestoßenen Überwachungs- und Spionageaffäre 2013 berichtete der Spiegel am 7. Juli 2013, die Einrichtung werde auch von der NSA genutzt werden. Die Nutzung durch die NSA wurde im Juli 2013 von der US Army bestritten. Der Präsident des Bundesnachrichtendienstes (BND), Gerhard Schindler, bestätigte gegenüber dem Bundestags-Innenausschuss, dass es sich um ein Abhörzentrum des US-Geheimdienstes NSA handele.
Das Unternehmen OBG Engineering erhielt Anfang 2013 den Zuschlag für die Planung und den Bau eines mehrstöckigen Parkhauses für das Consolidated Intelligence Center mit 600 Stellplätzen sowie eines Multifunktions-Sportplatzes.

## Rezeption
Ulla Jelpke, innenpolitische Sprecherin der Bundestagsfraktion der Linkspartei, erklärte, mit dem Akzeptieren eines NSA-Überwachungszentrums in Wiesbaden mache sich die Bundesregierung „zur Mittäterin einer der größten Ausspähskandale in der Geschichte der Bundesrepublik“.
SPD und Grüne im hessischen Landtag fordern von Innenminister Boris Rhein (CDU) Aufklärung über das Kontrollzentrum.
Felix Kisseler, stellvertretender Vorsitzender der grünen Fraktion im Rat von Wiesbaden, bezeichnete es als „Skandal“, wenn in unmittelbarer Nähe zum weltweit verkehrsintensivsten Internetknotenpunkt DE-CIX, in Frankfurt, ein Abhörzentrum entstehe.
Nach Angaben der Frankfurter Allgemeinen ist auch die Landesregierung von Hessen nicht über den Zweck der Einrichtung informiert. Nach Angaben der Zeitung vom Juni 2014 wurde eine Anfrage an die Bundesregierung gesandt.